# محاصره ایروان (۱۶۳۶)
محاصره ایروان نبردی میان امپراتوری صفوی و عثمانی بود که در این محاصره ایروان دوباره توسط صفویان فتح شد